# 不规则海果科
不规则海果科（学名：Anomalocystitida）是帽首目下的一个科。

## 下属分类
本科包括以下属：
- 不规则海果属 Anomalocystis Bather, 1889
- Enoploura Wetherby, 1879
- Kierocystis Parsley, 1991